# Широченков, Николай Анатольевич
Николай Анатольевич Широченков (род. 13 марта 1981, Москва) — российский игрок в мини-футбол. Более всего известен своими выступлениями за московский ЦСКА и подмосковный «Спартак-Щёлково». Выступал за сборную России по мини-футболу.

## Биография
Широченков дебютировал в мини-футболе в составе ЦСКА. Вскоре стал лидером команды, результатом чего стали вызовы в студенческую и молодёжную, а затем и основную сборную России. В 2002 году стал чемпионом мира в составе студенческой национальной команды.
Летом 2003 года перешёл в «Спартак-Щёлково», где результативно играл на протяжении шести сезонов. В составе подмосковного клуба выиграл кубок России, становился серебряным и бронзовым призёром страны.
В 2004 году сыграл пять матчей за сборную России по мини-футболу, в том числе принял участие в отборе на чемпионат Европы 2005 года, где отметился голом в ворота сборной Грузии. Ещё один гол за сборную он забил в товарищеском матче против сборной Испании.
Выступал за подмосковный клуб до 2009 года, когда тот покинул Суперлигу из-за финансовых проблем. После этого Широченков один сезон поиграл в «Дине», а затем вернулся в Щёлково и один сезон выступал в Высшей лиге. 18 июня 2012 года был заявлен в любительскую команду Joker Crew в любительской щёлковской футбольной лиге (футбол 8х8).

## Достижения
- Победитель студенческого чемпионата мира по мини-футболу 2002
- Обладатель Кубка России по мини-футболу 2005